# Distretto elettorale di Dâures
Il distretto elettorale di Dâures (in nama Brandberg) è un distretto elettorale della Namibia situato nella Regione degli Erongo con 11.350 abitanti al censimento del 2011. Il capoluogo è la città di Dâures.

## Località
Oltre al capoluogo, sono presenti nel distretto le seguenti località:
Uis, Okombahe, Omatjette, Omihana, Ovitua, Odama, Okamapuku, Ozondati e Tubusis.